# João Mineiro & Marciano - Volume 13
João Mineiro & Marciano - Volume 13 (também conhecido como João Mineiro & Marciano 1989) é o décimo segundo álbum de estúdio da dupla brasileira de música sertaneja João Mineiro & Marciano. Foi lançado em 1989 pelo selo Copacabana. Seis singles foram lançados, com destaque para "Se Eu Não Puder Te Esquecer", que foi um dos maiores êxitos da dupla no auge da carreira.

## Repercussão do álbum
Mais uma vez, uma música escrita por Moacyr Franco se tornou carro-chefe de um álbum de João Mineiro & Marciano: a guarânia "Se Eu Não Puder Te Esquecer", mais uma no topo das paradas de sucesso de 1989. Manteve-se a equipe de produção com José Homero Béttio (direção de produção) e Evencio Raña Martinez (arranjos e regências). A faixa "Nós Dois Nunca Mais", porém, foi regida pelo maestro Eduardo Lages, companheiro de longa data do cantor Roberto Carlos. Entre 1989 e 1990, também realizaram uma turnê pelos EUA devido ao tamanho sucesso e tinham um programa de TV no SBT.

## Faixas
| N.º | Título                                     | Compositor(es)                                               | Duração |  |
| 1.  | "Já Fui Amando"                            | Darci Rossi / Evencio Raña Martinez                          | 3:49    |  |
| 2.  | "Distante dos Olhos (Lontano Dagli Occhi)" | Sergio Endrigo / Sergio Bardotti (versão: Nazareno de Brito) | 4:13    |  |
| 3.  | "Bolero"                                   | César Augusto / José Marciano                                | 3:25    |  |
| 4.  | "Que Culpa Eu Tenho?"                      | César Augusto / Marciano                                     | 3:48    |  |
| 5.  | "Nós Dois Nunca Mais"                      | Martinha / Iranfe                                            | 3:24    |  |
| 6.  | "A Minha Cabeça Mudou"                     | Darci Rossi / Marciano                                       | 3:30    |  |
| 7.  | "Se Eu Não Puder Te Esquecer"              | Moacyr Franco                                                | 3:39    |  |
| 8.  | "Mergulho"                                 | Mário Marcos / Eunice Barbosa / João Gabriel                 | 4:05    |  |
| 9.  | "Eu Preciso de Um Amigo"                   | César Augusto / Marciano                                     | 3:07    |  |
| 10. | "Cena Íntima"                              | Darci Rossi / Marciano                                       | 4:32    |  |
| 11. | "Não Posso Sair"                           | Darci Rossi / Marciano                                       | 2:36    |  |
| 12. | "Amor de Amigo"                            | Darci Rossi / Marciano                                       | 4:33    |  |